# Benny Ibarra
Benny Ibarra de Llano (Ciudad de México, 8 de septiembre de 1968) es un músico, cantante, productor, compositor, arreglista y actor mexicano conocido, principalmente, por haber sido miembro de la banda musical Timbiriche.
Como productor, ha realizado algunos álbumes de su autoría, cinco de Onda Vaselina uno de la banda de rock progresivo Santa Sabina, uno de Edith Márquez, Vuelta Al Sol de Sasha, Benny y Erik y el disco de El hombre de La Mancha. Como actor ha participado en las películas Ciudad de ciegos (1991), ¿Quién diablos es Juliette? (1997), Cuatro Labios (2004), Amor Xtremo (2006) y Un Padre No Tan Padre (2016), donde tuvo su primer protagónico, además de coproducirla y hacer la banda sonora. También tuvo participación en Jumex con su fondo de pantalla descargable. También interpretó uno de los roles protagónicos de la serie SOS Sexo y otros secretos. Ha vendido más de 1.3 millones de discos en México.

## Primeros años
Benny Ibarra nació el 8 de septiembre de 1970 en Ciudad de México. Estudió en el Colegio Manuel Bartolomé Cosío y en el Colegio Madrid de Ciudad de México. Benny pertenece a una familia de artistas. Sus abuelos fueron Luis de Llano Palmer y la actriz Rita Macedo. Su tío por parte de la madre es el productor de telenovelas Luis de Llano Macedo. Su madre, Julissa, es una importante actriz, cantante y productora, su padre, Benny, es actor y cantante y su hermano Alejandro, se ha desempeñado como actor. Entre 1985 y 1989 estudió voz, guitarra, música clásica, composición y teatro musical en Walnut Hill School for the Arts y en 1990 en Berklee College of Music en Boston, Estados Unidos, para después regresar a México permanentemente.

## Carrera musical

### Con agrupaciones

#### 1981-2019: Con Timbiriche
Inició su carrera musical en el grupo Timbiriche en 1981. Al salir en 1985, fue remplazado por Eduardo Capetillo. Al regresar participa como compositor y director musical en el Festival OTI de la Canción, lo cual le otorga el reconocimiento como el director de orquesta más joven en la historia del certamen. 
En 1998, se reunió para hacer un tour de 60 fechas en 7 meses. Se presentaron en 20 ocasiones consecutivas en el Auditorio Nacional de Ciudad de México, estableciendo un nuevo récord. Benny fue director musical y produjo el álbum en vivo del tour El concierto.
En 2007, se reúnen una vez más para celebrar los 25 años de la banda con una gira, 3 discos y un documental realizado por Carlos Marcovich. En 2017, el grupo regresó para celebrar 35 años de su fundación.

#### 2012-2016: Con Sasha, Benny y Erik
Junto con Sasha Sökol y Erik Rubín es invitado a participar por Sony Music Group para producir un disco bajo el formato Primera Fila, titulado Primera Fila: Sasha, Benny, Erik. Debido a este proyecto fundaron la banda Sasha, Benny y Erik, lanzando cuatro álbumes Primera fila: Sasha, Benny y Erik, En vivo desde el Auditorio Nacional, Vuelta al sol y Entre amigos. La banda se separó en 2016 con una gira de despedida el cual, finalizó el 31 de diciembre de 2016. El 9 de junio de 2017, Thalía estrena una de sus canciones llamada «Junto a ti» donde Sasha, Benny y Erik se reúnen nuevamente.

### Como solista

#### 1992-2002: Primeros trabajos como solistas
En 1992, lanzó su álbum Háblame como la lluvia. Su primer álbum incluye los sencillos «Dame un poco de tu amor» y «Tonto Corazón» cuyo videoclip inspiró al director Carlos Marcovich a realizar la película ¿Quién diablos es Juliette?. Dos años después lanzó El tiempo, su segundo álbum, el cual contó con un disco de platino e incluye los temas «Sin ti», «Cielo» y «Mía».
En 1996, publicó Om, su tercer material. Incluye los sencillos «Cada Mañana», «Más de ti» y «Sutil dolor». 
Todo o nada su cuarto álbum de estudio se publicó en 2001. Este álbum marca una nueva etapa para Benny como solista y presenta colaboraciones con Erik Rubín, Alix Bauer, Dougie Bowne y músicos de Café Tacuba y Maná. El primer sencillo «Uno» permaneció en primer lugar de las listas de durante ocho semanas. El álbum consiguió el disco de oro en México. El segundo sencillo «Inspiración» fue incluido en la banda sonora de la película del mismo nombre. Lanzó un recopilatorio en 2002,  Grandes éxitos. Su primera compilación de éxitos incluyó un nuevo sencillo «Irremediable» del soundtrack de la película La Habitación Azul, un dueto con Edith Márquez llamado «La otra» (tema que identificaría a la novela de Televisa del mismo nombre) y una nueva versión del tema «Cielo». Se lanzó una edición limitada con 9 videoclips. La recopilación rápidamente llegó a ser disco de oro. Ese año, lanzó un DVD, Benny en vivo, que contiene la primera presentación de Benny como solista en el Auditorio Nacional de Ciudad de México.

#### 2003-2011:Llueve luz y La marcha de la vida
En 2003, lanzó un nuevo álbum recopilatorio Cielo. Una compilación de éxitos para el mercado de Estados Unidos. Al año siguiente lanza el disco Llueve luz que obtuvo el disco de oro en México. Producido por Benny, Vico, Chetes y Méndez Guiu. Este álbum incluye los sencillos «Llueve luz» y la colaboración con Miguel Bosé «Si puedo volverte a ver». Ese mismo año es elegido para interpretar el himno oficial de la octava edición mexicana de Teletón México, el cual llevó por título «Unidos por el amor», que a su vez fue el lema de aquella campaña.
Lanzó el disco Así en 2005, que se convirtió en disco de oro en México. Contiene los sencillos «Cada paso» y «Déjalo ir». Se lanzó una edición limitada con un DVD con los videos y un documental de la realización del disco. Al año siguiente publicó Estoy. Un CD y DVD en vivo grabado en el Auditorio Nacional en noviembre de 2005, incluye una nueva versión del clásico «Tonto corazón» y la canción inédita «Siempre más», tema de la película Más que a nada en el mundo.

#### 2012-2016: La marcha de la vida
Después de casi dos años de trabajo y muchos cambios en su carrera, Benny termina su nuevo álbum titulado La marcha de la vida del cual se desprende el primer sencillo «Perder para encontrar». El disco cuenta con dos versiones, la primera con solo 11 canciones y en su versión deluxe con 3 temas inéditos donde incluye duetos con Lila Downs en «Calaveras» y Celso Piña en «Un pedacito de ti». Durante la grabación de este disco también le cantó a la Navidad en el tema «Despierta» para una publicidad de Coca Cola junto a otros talentos. En 2011 escribió y cantó la canción «Tu amor» para la película de Gustavo Loza, La otra familia.

#### 2017-presente: Nuevas colaboraciones
El 16 de abril de 2020, participa en el sencillo benéfico «Resistiré México» junto a varios artistas.
En 2022 se integró de fijo al elenco del 90’s pop tour en su etapa 4, el cual quedó inmortalizado en el DVD 90’s pop tour 4, en el cual tiene colaboraciones con Lynda, Sentidos Opuestos, entre otros.

## Carrera actoral y otro proyectos
Realizó su debut profesional a los 10 años en la película mexicana Novia, esposa y amante, donde realizó una pequeña participación como hijo del personaje Esteban Ampudia, protagonizado por el Pedro Armendáriz, Jr. A la par, estelarizó el musical Vaselina y participó en la puesta en escena de Jesucristo Superestrella. Entre sus créditos teatrales se incluyen los estelares de los musicales Godspell, Hermanos de Sangre y El hombre de La Mancha.
En el 2008, incursionó por primera vez en el ámbito del doblaje, pero solo considerado como startalents (siendo invitado al doblaje), dando vida al protagonista de la película infantil Desperaux, un pequeño gran héroe. En adición a esta película, en el 2011 le da vida a Eb el conejo de pascua en la cinta Hop, y en 2016 fue Buster Moon en la película Sing: Ven y canta!.
Benny ha realizado comerciales para Danone, Boomerang, Colgate-Palmolive (Suavitel) y Liverpool y ha participado en varias campañas de concienciación dentro de México. En 2012, conduce el programa Extreme Makeover: Reconstrucción Total en la versión de Latinoamérica que se emite a partir del 20 de septiembre por Infinito.
En 2024, produjo Vaselina con Timbiriche, el cual tuvo varias presentaciones en el Centro Cultural Teatro 1, CDMX, Benny Interpretó a Danny Zuco. 

## Filmografía
| Películas | Películas                         | Películas                 | Películas          | Películas |
| Año       | Películas                         | Personaje                 | Nota               | ref       |
| --------- | --------------------------------- | ------------------------- | ------------------ | --------- |
| 1991      | She-Bat                           | Hawk                      |                    |           |
| 1991      | Ciudad de ciegos                  |                           |                    |           |
| 2006      | Amor xtremo                       |                           |                    |           |
| 2008      | Despereaux: Un pequeño gran héroe | Despereaux Tiling         | Doblaje en español |           |
| 2011      | Hop                               | E.B.                      | Doblaje en español | [ 15 ]    |
| 2016      | Sing: Ven y canta!                | Buster Moon               | Doblaje en español | [ 16 ]    |
| 2016      | Un padre no tan padre             | Francisco "Fran" Villegas |                    | [ 20 ]    |
| 2020      | Trolls 2: World Tour              | Ramón                     | Doblaje en español |           |
| 2021      | Sing 2: Ven y Canta de Nuevo      | Buster Moon               | Doblaje en español |           |
| 2023      | Trolls 3: Se armó la bands        | Ramón                     | Doblaje en español |           |
| 2025      | Nuestros tiempos                  | Héctor                    |                    | [ 21 ]    |

| Telenovelas | Telenovelas         | Telenovelas  | Telenovelas | Telenovelas |
| Año         | Telenovela          | Personaje    | Nota        | ref         |
| ----------- | ------------------- | ------------ | ----------- | ----------- |
| 2004        | Amarte es mi Pecado | Benny        | Capítulo 17 |             |
| 2006        | La fea más bella    | Benny        | Capítulo 29 |             |
| 2009        | Atrévete a soñar    | Amado Cuevas |             | [ 22 ]      |

| Series de televisión | Series de televisión          | Series de televisión | Series de televisión |
| Año                  | Programa                      | Personaje            | ref                  |
| -------------------- | ----------------------------- | -------------------- | -------------------- |
| 1986                 | ¡¡Cachún Cachún Ra Ra!!       |                      |                      |
| 1987                 | Papá soltero                  |                      |                      |
| 2007-2008            | S.O.S.: Sexo y otros secretos | Gabriel              | [ 23 ]               |

| Teatro | Teatro                   | Teatro                                      | Teatro |
| Año    | Obra                     | Nota                                        | ref    |
| ------ | ------------------------ | ------------------------------------------- | ------ |
| 1981   | Las maravillas de crecer |                                             |        |
| 1984   | Vaselina con Timbiriche  | Centro Cultural Telmex                      | [ 11 ] |
| 1987   | Godspell                 | Teatro de los Insurgentes                   | [ 11 ] |
| 1998   | Hermanos de Sangre       | Lalo en el Teatro de los Insurgentes        | [ 12 ] |
| 2016   | El hombre de La Mancha   | Don Quijote en el Teatro de los Insurgentes | [ 13 ] |
| 2019   | Novecento                | Tim Tooney en el Teatro Milán               | [ 24 ] |

## Discografía

### Como solista

#### Álbumes de estudio
| Álbum | Detalles del álbum                                       | Certificaciones |
| ----- | -------------------------------------------------------- | --------------- |
| 1992  | Háblame como la lluvia - Lanzamiento: 1992 - Formato: CD |                 |
| 1994  | El tiempo - Lanzamiento: 1994 - Formato: CD              |                 |
| 1996  | Om - Lanzamiento: 1996 - Formato: CD                     |                 |
| 2001  | Todo o nada - Lanzamiento: 2001 - Formato: CD            | - AMPROFON: Oro |
| 2003  | Llueve luz - Lanzamiento: 2003 - Formato: CD             | - AMPROFON: Oro |
| 2006  | Así - Lanzamiento: 2006 - Formato: CD                    | - AMPROFON: Oro |
| 2010  | La marcha de la vida - Lanzamiento: 2010 - Formato: CD   |                 |

#### Álbumes en vivo
| Álbum | Detalles del álbum                                                   |
| ----- | -------------------------------------------------------------------- |
| 2003  | En vivo - Lanzamiento: 2006 - Formato: CD, DVD                       |
| 2006  | Estoy - Lanzamiento: 2006 - Formato: CD, DVD                         |
| 2022  | 90's Pop Tour 4 - Lanzamiento: 13 de mayo de 2022 - Formato: CD, DVD |

#### Álbumes recopilatorios
| Álbum | Detalles del álbum                               | Certificaciones |
| ----- | ------------------------------------------------ | --------------- |
| 2002  | Grandes éxitos - Lanzamiento: 2006 - Formato: CD | - AMPROFON: Oro |